# Kloborstmossa
Kloborstmossa (Kiaeria falcata) är en bladmossart som beskrevs av Ingebrigt Severin Hagen 1915. Enligt Catalogue of Life ingår Kloborstmossa i släktet borstmossor och familjen Dicranaceae, men enligt Dyntaxa är tillhörigheten istället släktet borstmossor och familjen Rhabdoweisiaceae. Enligt den finländska rödlistan är arten starkt hotad i Finland. Arten är reproducerande i Sverige. Artens livsmiljö är våtmarker i fjällen (myrar, stränder, snölegor). Inga underarter finns listade i Catalogue of Life.